# Luise Karoline von Hochberg

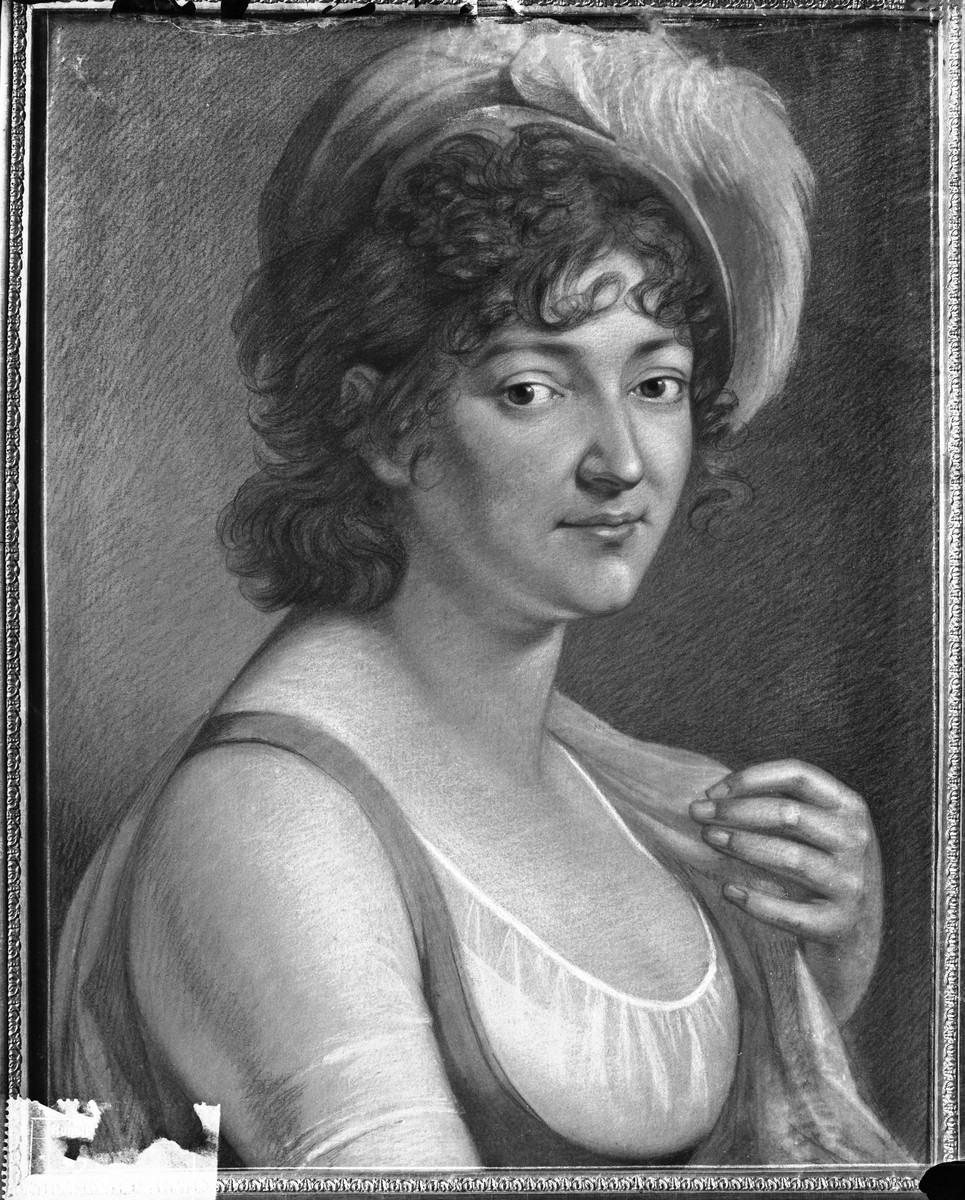
Luise Karoline Gräfin von Hochberg. Zeitgenössisches Gemälde, um 1800

Luise Karoline Reichsgräfin von Hochberg, geb. Freiin Geyer von Geyersberg, ab 1787 Freifrau von Hochberg, seit 1796 Reichsgräfin von Hochberg (* 26. Mai 1767 in Karlsruhe; † 23. Juli 1820 ebenda) war die zweite Ehefrau des Markgrafen und späteren Großherzogs Karl Friedrich von Baden.

## Herkunft
Luise Karoline Geyer von Geyersberg kam als Tochter des Durlacher Oberstleutnants Freiherrn Ludwig Heinrich Philipp Geyer von Geyersberg und der Maximiliana Christina, geborene Gräfin von Sponeck, zur Welt. Paten des Mädchens, dessen Vater schon bald verstarb, waren Markgraf Karl Friedrich von Baden (der spätere Ehemann) und dessen erste Frau Karoline Luise. Luise Karoline erhielt eine standesgemäße Erziehung und besuchte eine Töchterschule bei Colmar. Danach war sie im Hofstaat der badischen Erbprinzessin Amalie als Hofdame angestellt.

## Ehe mit Markgraf Karl Friedrich
Am 24. November 1787 heiratete sie Markgraf (seit 1806 Großherzog) Karl Friedrich (1728–1811), der seit 1783 verwitwet war. Allerdings nur „zur linken Hand“, da ihre Familie, obwohl immerhin altadlig, nicht als ebenbürtig galt. Ab dem Tage ihrer Vermählung führte sie den Titel einer Freifrau von Hochberg, 1796 wurde sie dann von Kaiser Franz II. zur Reichsgräfin erhoben. Den Rang einer Markgräfin, den die erste, standesgemäße Frau von Karl Friedrich geführt hatte, erhielt sie jedoch nicht.

### Die Frage der Erbfolge-Berechtigung für ihre Söhne
Die Söhne blieben zunächst von der Erbfolge ausgeschlossen und führten auch keinen badischen Prinzen- oder Markgrafentitel. 1796 erreichte Luise Karoline immerhin, dass ihre Söhne den Rang der Grafen von Hochberg zuerkannt bekamen. Karl Friedrich verfügte auch, dass ihre Söhne im Fall, dass die männliche Linie aus seiner ersten Ehe ausstürbe, erbberechtigt würden.
Nach Ende der Befreiungskriege gegen Napoleon Bonaparte 1815 folgten intensive Verhandlungen wie Auseinandersetzungen zwischen den Siegermächten um die Wiederherstellung der vornapoleonischen Herrschaftsgebiete bzw. um deren künftige Größe.
Die frühere Markgrafschaft Baden hatte zuvor dank Napoleon große Territorien und den Status als Großherzogtum erhalten, die neuen Gebiete stammten vor allem von Bayern und Österreich. So formulierten diese beiden betroffenen Staaten 1815 in Geheimverträgen z. B. den Rückfall der badisch gewordenen Kurpfalz an Bayern, wenn die direkte männliche Linie des damals regierenden Großherzog Karl ausstürbe. Ein weiterer Erbstreit mit dem Königreich Bayern bestand um die Grafschaft Sponheim, da das bayerische Königshaus mit dem möglichen Aussterben der ebenbürtigen badischen Agnaten alte Erbrechte an deren Anteilen der Grafschaft Sponheim geltend machen wollte.
Als nun weder der legitime Enkel und Thronfolger Großherzog Karl, noch die anderen Söhne aus der ersten Ehe Karl Friedrichs überlebende männliche Nachkommen hatten, wurden den drei Söhnen von Luise Karoline, die bereits seit 1817 das markgräflich badische Wappen führten, am 20. November 1818, wenige Wochen vor Großherzog Karls Tod, vom Aachener Kongress die Markgrafenwürde wie das Erbfolge-Recht auf den Thron bestätigt. Schließlich bestieg ihr Sohn Leopold 1830 – nach dem Tod des letzten Regenten aus der alten Linie, Ludwigs I. – als Großherzog den Thron, allerdings erst zehn Jahre nach dem Tod seiner Mutter. Luise Karoline von Hochbergs Nachkommen regierten bis 1918 das Großherzogtum Baden. Auch die heutigen Markgrafen von Baden sind Nachkommen von Luise Karoline.

## Kaspar Hauser
Luise Karoline wurde verdächtigt, sie habe den erstgeborenen Sohn von Großherzog Karl und Großherzogin Stéphanie nach dessen Geburt durch ein totes Kind ersetzt, um ihren eigenen Söhnen die Thronfolge zu sichern. Diese Gerüchte kamen beim Auftauchen des Kaspar Hauser auf, von dem behauptet wurde, er sei ebendieser badische Prinz. Die Legende gilt heute nach herrschender Historikermeinung als widerlegt, findet aber immer noch Anhänger.

## Nachkommen
Aus der Ehe mit Karl Friedrich gingen folgende Kinder hervor:
- Leopold (* 29. August 1790; † 24. April 1852)
- Wilhelm (* 8. April 1792; † 11. Oktober 1859)
- Friedrich Alexander (* 10. Juni 1793; † 18. Juni 1793)
- Amalie (* 26. Januar 1795; † 14. September 1869), heiratete am 19. April 1818 den Fürsten Karl Egon II. zu Fürstenberg (* 28. Oktober 1796; † 22. Oktober 1854)
- Maximilian (* 8. Dezember 1796; † 6. März 1882).